# Máy tính bảng đồ họa

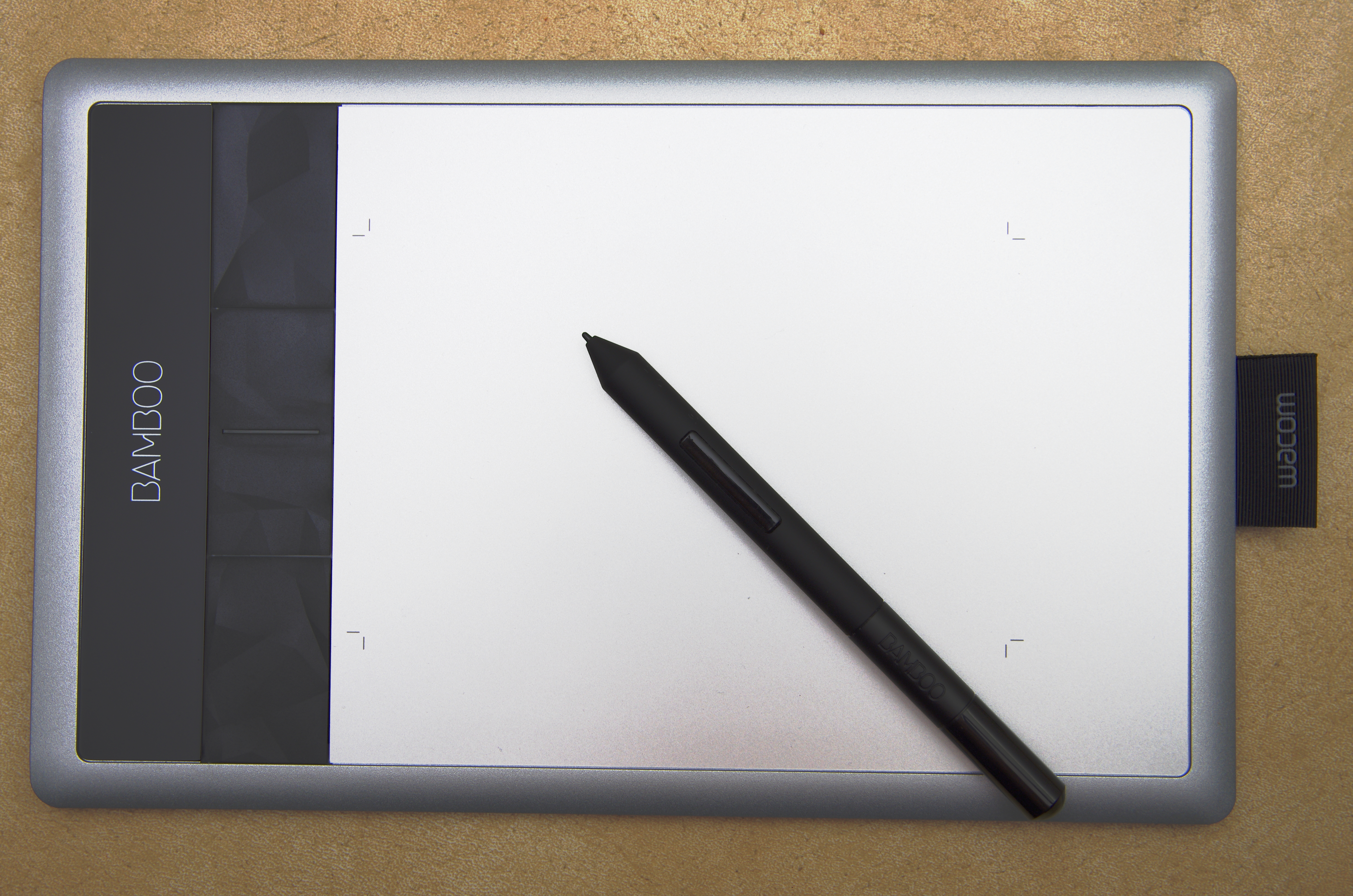
Máy tính bảng Wacom Bamboo Capture và bút stylus

Máy tính bảng đồ họa (còn được gọi là máy tính bảng vẽ, bảng vẽ điện tử, máy tính bảng vẽ kỹ thuật số, máy tính bảng bút hoặc bảng nghệ thuật kỹ thuật số) là một thiết bị đầu vào của máy tính cho phép người dùng vẽ tay, hình ảnh động và đồ họa, với một thiết bị vẽ giống như bút, tương tự như cách một người vẽ hình ảnh bằng bút chì và giấy. Những máy tính bảng này cũng có thể được sử dụng để thu thập dữ liệu hoặc chữ ký viết tay. Nó cũng có thể được sử dụng để theo dõi một hình ảnh từ một mảnh giấy được dán hoặc dùng cách nào đó dính trên bề mặt máy tính bảng. Chụp dữ liệu theo cách này, bằng cách truy tìm hoặc nhập địa chỉ các góc của hình đa tuyến hoặc các hình dạng tuyến tính, được gọi là số hóa.
Thiết bị này bao gồm một bề mặt phẳng mà người dùng có thể"vẽ"hoặc theo dõi hình ảnh bằng bút stylus kèm theo, một thiết bị vẽ giống như bút. Hình ảnh được hiển thị trên màn hình máy tính, mặc dù một số máy tính bảng đồ họa hiện nay cũng tích hợp màn hình LCD cho trải nghiệm chân thực hoặc tự nhiên hơn và khả năng sử dụng.
Một số máy tính bảng được dùng để thay thế cho chuột máy tính làm thiết bị trỏ và điều hướng chính cho máy tính để bàn.

## Lịch sử
Thiết bị viết tay điện tử đầu tiên là Telautograph, được cấp bằng sáng chế cho Elisha Gray vào năm 1888.
Máy tính bảng đồ họa đầu tiên giống với máy tính bảng hiện đại và được sử dụng để nhận dạng chữ viết tay của máy tính là Stylator vào năm 1957. Được biết đến nhiều hơn (và thường bị nhầm lẫn là máy tính bảng số hóa đầu tiên) là RAND Tablet  còn được gọi là Grafacon  (dành cho Trình chuyển đổi đồ họa), được giới thiệu vào năm 1964. Máy tính bảng RAND sử dụng một lưới các dây dưới bề mặt của miếng đệm được mã hóa tọa độ ngang và dọc trong một tín hiệu từ tính nhỏ. Bút stylus sẽ nhận được tín hiệu từ tính, sau đó có thể được giải mã trở lại dưới dạng thông tin tọa độ.
Máy tính bảng âm thanh, hay máy tính bảng tia lửa, đã sử dụng bút stylus tạo ra các nhấp chuột bằng bugi. Các nhấp chuột sau đó được tam giác bằng một loạt micro để định vị bút trong không gian. Hệ thống này khá phức tạp và đắt tiền, và các cảm biến dễ bị nhiễu bởi tiếng ồn bên ngoài.
Máy tính bảng dạng này đã được phổ biến vào giữa những năm 1970 và đầu những năm 1980 bởi thành công thương mại của ID (Số hóa thông minh) và BitPad được sản xuất bởi Summemonyics Corp.    Các số hóa Summ Summics đã được bán dưới tên của công ty nhưng cũng được dán nhãn riêng cho HP, Textronix, Evans và Sutherland và một số nhà sản xuất hệ thống đồ họa khác. Mô hình ID là máy tính bảng đồ họa đầu tiên sử dụng công nghệ vi xử lý mới của Intel vào thời điểm đó. Sức mạnh xử lý nhúng này cho phép các mô hình ID có độ chính xác gấp đôi so với các mô hình trước đó trong khi vẫn sử dụng cùng một công nghệ nền tảng. Chìa khóa cho sự cải thiện độ chính xác này là hai Bằng sáng chế Hoa Kỳ được cấp cho Stephen Domyan, Robert Davis và Edward Snyder. Mô hình Bit Pad là nỗ lực đầu tiên tại một máy tính bảng đồ họa giá rẻ với giá bán ban đầu là $ 555 khi các máy tính bảng đồ họa khác được bán trong phạm vi giá từ 2.000 đến 3.000 đô la. Chi phí thấp hơn này đã mở ra cơ hội cho các doanh nhân có thể viết phần mềm đồ họa cho vô số ứng dụng mới. Các số hóa này đã được sử dụng làm thiết bị đầu vào cho nhiều hệ thống CAD (Thiết kế hỗ trợ máy tính) cao cấp cũng như đi kèm với PC và phần mềm CAD dựa trên PC như AutoCAD.
Summemonyics cũng đã tạo ra một phiên bản OEM của BitPad, được Apple Computer bán làm phụ kiện Apple Graphics Tablet cho Apple II của họ. Những máy tính bảng này đã sử dụng công nghệ từ tính, sử dụng dây được làm bằng hợp kim đặc biệt trải dài trên đế rắn để xác định chính xác đầu bút stylus hoặc trung tâm của con trỏ số hóa trên bề mặt của máy tính bảng. Công nghệ này cũng cho phép đo trục gần hoặc"Z".
Máy tính bảng đồ họa gia đình đầu tiên là KoalaPad. Mặc dù ban đầu được thiết kế cho Apple II, Koala cuối cùng đã mở rộng khả năng ứng dụng thực tế cho tất cả các máy tính gia đình có hỗ trợ đồ họa, ví dụ như máy tính màu TRS-80, Commodore 64 và gia đình 8 bit Atari. Máy tính bảng cạnh tranh cuối cùng đã được sản xuất; Các máy tính bảng do Atari sản xuất thường được coi là có chất lượng cao.